# Боровський Микола Степанович
Мико́ла Степа́нович Боро́вський  (14 квітня 1930, Новогеоргіївськ — 26 квітня 1988, Дніпропетровськ) — український художник, член Спілки радянських художників України, 1980 — заслужений художник УРСР.

## Життєпис
В 1954—1960 роках навчався у Київському художньому інституті, викладачі — Михайло Іванов, Михайло Хмелько.
Дипломною роботою була — «Коліївщина» — керівник Г. С. Меліхов.
З 1960 року викладав у Дніпропетровському художньому училищі.
Його картина «Романтики» (1961) зберігається в Кіровоградському обласному художньому музеї.
Серед його учнів — Звягінцев Ростислав Михайлович, Кот Петро Олексійович.
За надзвичайну реалістичність зображення подій деякі з його творів не допускалися до експонування.
З дружиною Ларисою Ткач виховали доньку Ольгу.

### Серед робіт
- «Романтики», 1961,
- «Мрії», 1961,
- «Металурги Придніпров'я», 1963,
- «Земля», 1967,
- «Робітник. Рік 1928», 1969,
- «Саянські скелелази», 1971,
- «Тривожний ранок», 1973,
- триптих «Бригада монтажників Віталія Поліщука», 1974,
- «Хвилина мовчання», 1978,
- «Початок шляху», 1980.